# Indische Jujube

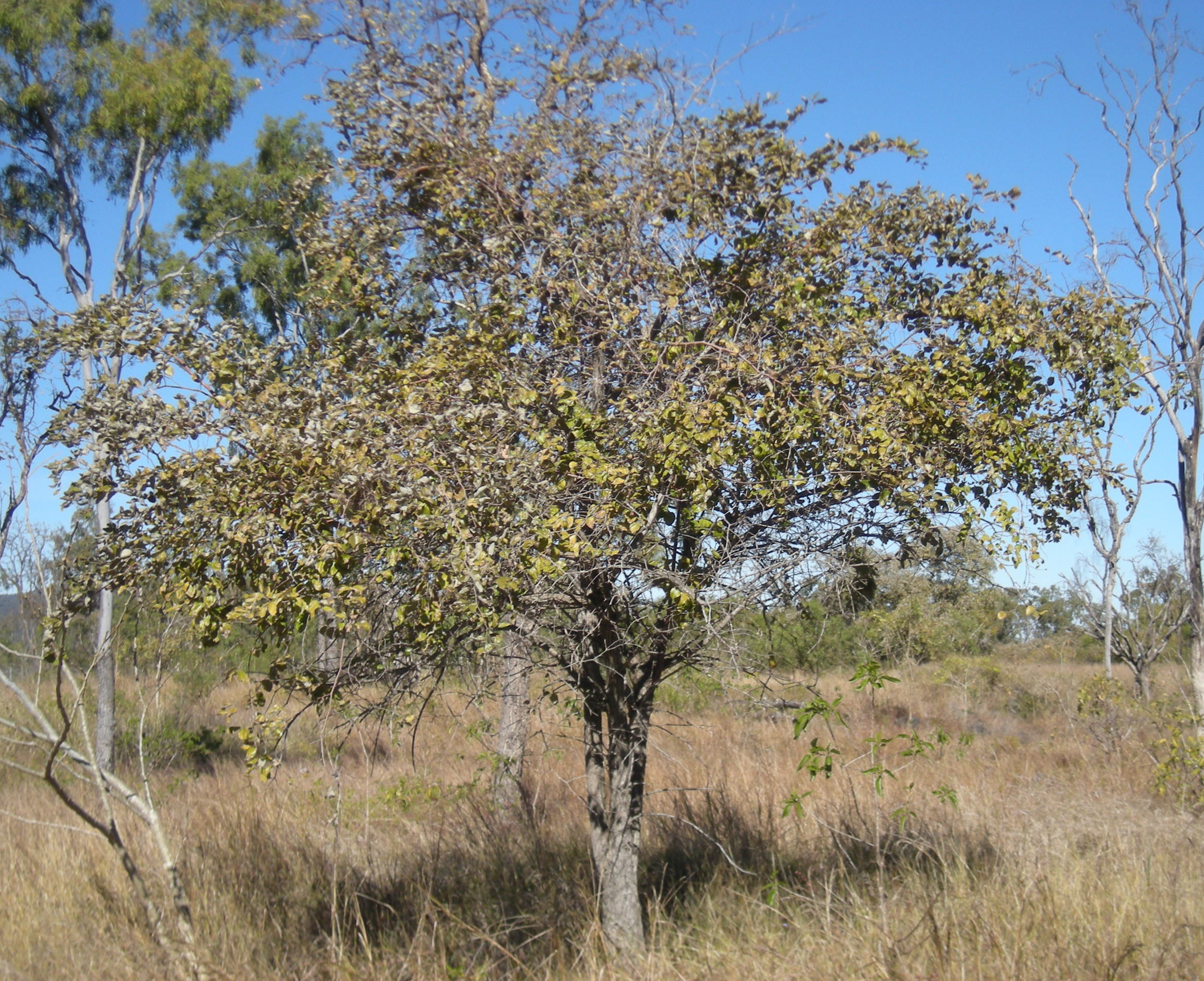
Baum

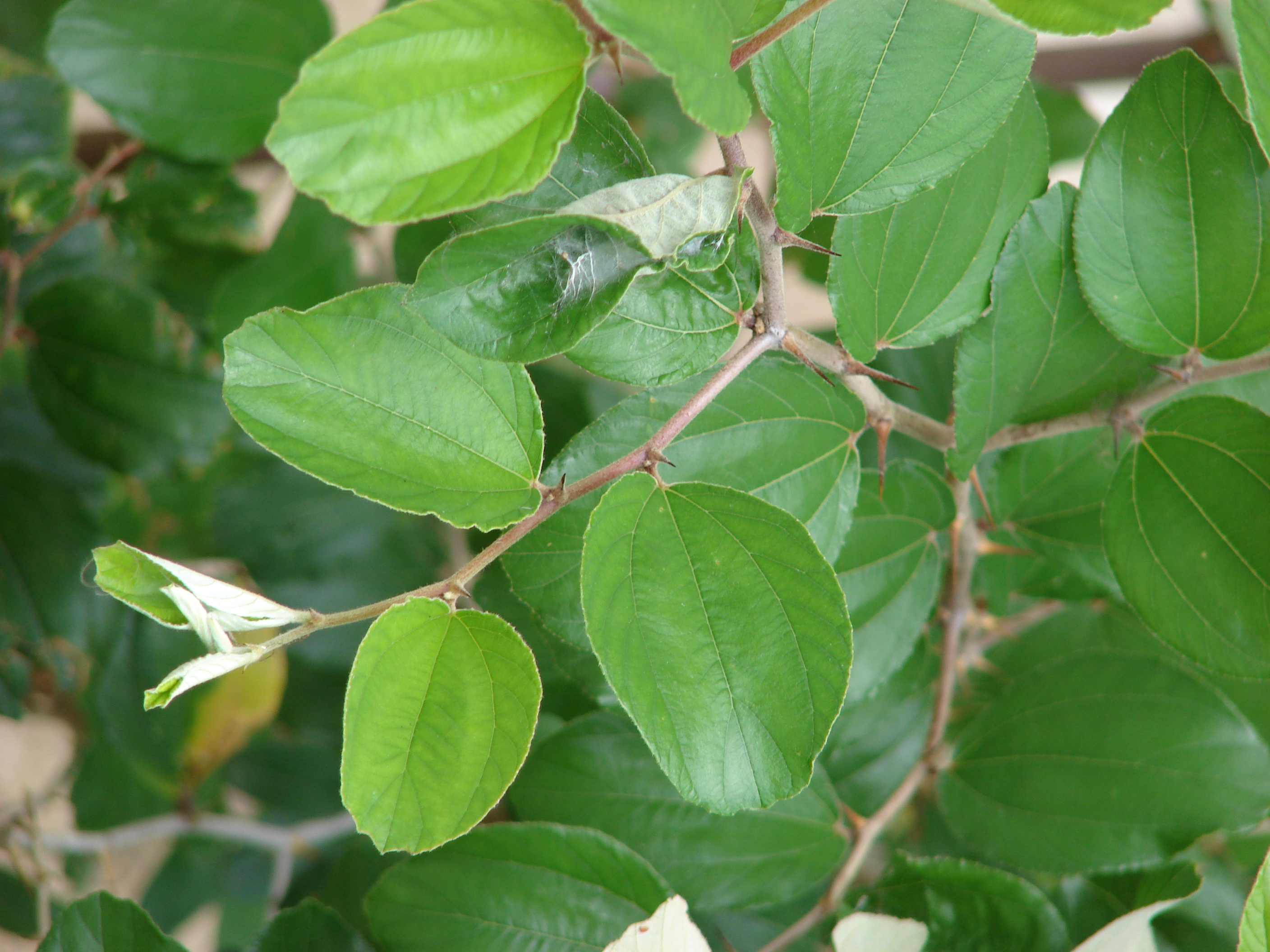
Beblätterter Zweig mit Dornen

Die Indische Jujube oder Filzblättrige Jujube (Ziziphus mauritiana) ist ein Obstbaum aus dem Nahen Osten und aus Südasien. Sie wird weltweit in tropischen und subtropischen Gebieten angebaut, in Indien ist sie einer der häufigsten Obstbäume. Die Früchte sind eiförmige bräunliche oder gelbe, seltener rötliche bis schwarze Steinfrüchte.

## Beschreibung
Die Indische Jujube wächst als immergrüner, bis zu 15 Meter hoher Baum oder Strauch mit ausladender Krone, hängenden Ästen und einer dunkelgrauen, rissigen Borke. Die Zweige sind flaumig behaart und von Blatt zu Blatt etwas zickzackförmig geknickt. Die Blätter sind wechselständig angeordnet. Die Blattspreite wird 2,5 bis 8 Zentimeter lang und 1,5 bis 5 Zentimeter breit und wird von drei vom Grund ausgehenden Rippen durchlaufen. Sie ist eiförmig, elliptisch oder rundlich, stumpf oder zugespitzt mit abgerundeter Basis und fein gekerbten Rand. Die Blattoberseite ist dunkelgrün, glänzend und kahl, die Unterseite dicht weiß oder grau behaart. Der Blattstiel wird 5 bis 15 Millimeter lang. Die Nebenblätter sind oft als Dornen mit einer Länge bis zu 7 Millimeter ausgebildet.
Die Blüten stehen zu sechs bis zwanzig in filzig behaarten, 1 bis 2 Zentimeter langen, achselständigen Dolden. Die unscheinbaren Einzelblüten stehen auf 2 bis 8 Millimeter langen Blütenstielen. Die Blütenhülle wird von fünf zugespitzt eiförmigen, gekielten und auf der Außenseite behaarten, etwa 1,5 Millimeter langen Kelchblättern und von fünf grünlichweißen bis gelben, zurückgeschlagenen, spatelförmigen, konkaven, etwa 1,5 Millimeter langen Kronblättern gebildet. Die Staubblätter sind etwas kürzer oder etwa gleich lang wie die Kronblätter. Der Diskus ist dick, fleischig, zehnlappig und mittig konkav. Der Fruchtknoten ist kugelförmig und unbehaart. Der Griffel ist zweiteilig oder bis zur Mitte geteilt.
Die Früchte sind meist eiförmige, seltener rundliche Steinfrüchte. Sie erreichen bei Wildformen eine Größe von etwa 1,5 bis 2,5 Zentimeter, bei Kultursorten eine Länge von 6 Zentimeter und Durchmesser von 4 Zentimetern. Die Fruchtschalen sind glatt oder rau, dünn, glänzend und zur Reife bräunlich oder goldgelb, selten rötlich bis schwärzlich und oft braun gefleckt. Das Fruchtfleisch ist weißlich, saftig und abhängig vom Reifegrad fest bis weich. Der Geschmack ist süß und fruchtig und ähnelt dem von Birnen, im unreifen Zustand ist das Fruchtfleisch adstringierend. Die Fruchtsteine werden bis zu 1,5 Zentimeter groß. Sie sind hellbraun, rundlich bis elliptisch, warzig, holzig, unregelmäßig gefurcht und enthalten ein bis zwei braune Kerne. Die Indische Jujube blüht von August bis November und trägt von September bis Dezember Früchte.
Die Chromosomenzahl beträgt {\displaystyle 2n=24}.

## Verbreitung und Standortansprüche
Die Indische Jujube ist eine alte Kulturpflanze, die vermutlich aus dem Nahen Osten und aus Südasien stammt. Sie gedeiht im niederschlagsarmen, tropischen und subtropischen Klima und benötigt einen sonnigen Standort. Sie erträgt hohe Temperaturen und Dürre. Man findet die Art in Höhen zwischen 0 und 100 Metern bei mittleren Jahrestemperaturen von etwa 10 bis 42 °C und jährlichen Niederschlagsmengen von 120 bis 2200 Millimetern, verbreitet aber an trockeneren Standorten um die 300 – 500 mm. Am besten gedeiht sie auf sandigen Lehmböden, mit neutralen bis leicht basischen pH-Wert, aber auch auf einer größeren Zahl anderer Böden wie Laterit, Vertisolen oder oolithischem Kalkgestein.

## Systematik
Die Indische Jujuba (Ziziphus mauritiana Lam.) ist eine Art aus der Gattung Ziziphus, die in der Familie der Kreuzdorngewächse (Rhamnaceae) der Tribus Paliureae zugeordnet wird.

## Verwendung und Anbau
Die Früchte sind reich an Karotin, Vitamin A und Vitamin C. Sie werden mit der Schale als Obst gegessen, gedünstet, getrocknet, kandiert oder zu Saft verarbeitet. Sie dienen zur Herstellung von Chutneys, unreife Früchte werden ähnlich wie Gemüse eingelegt. Das getrocknete und gemahlene Fruchtfleisch wird als Gewürz verwendet. In Indonesien werden junge Blätter als Gemüse zubereitet. Die Borke wird zum Gerben und Färben verwendet. Früchte, Blätter, Rinde und Wurzeln werden zur Behandlung von Wunden eingesetzt und sollen eine verdauungsfördernde Wirkung haben und bei Darm- und Magenbeschwerden helfen. Das Laub wird als Viehfutter benützt, die Blätter dienen zur Zucht der Lackschildlaus (Kerria lacca). Aus dem schweren und harten Holz werden kleine Möbelstücke, Werkzeuge und Haushaltsartikel hergestellt.
Es werden zahlreiche Sorten angebaut, deren Früchte sich durch ihre Größe, ihren Geschmack, ihrer Farbe und Form unterscheiden. Von ausgewachsenen Bäumen ertragreicher Sorten können jährlich bis zu 150 Kilogramm an Früchten gewonnen werden. Die Früchte werden geerntet, wenn sie eine gelbe Farbe annehmen, sie lassen sich dann mehrere Tage, gekühlt bis zu einem Monat lagern. Die Vermehrung erfolgt entweder durch Samen, wobei die jungen Bäume anschließend veredelt werden, oder seltener durch Wurzelschösslinge und Absenker.

## Nachweise